# A függetlenség napja – Feltámadás
A függetlenség napja – Feltámadás (eredeti cím: Independence Day: Resurgence) egy 2016-ban bemutatott amerikai katasztrófa-akciófilm, melynek szereplői Bill Pullman, Jeff Goldblum, Liam Hemsworth, Maika Monroe, Joey King, William Fichtner, Charlotte Gainsbourg, Vivica A. Fox, Sela Ward, Brent Spiner, Judd Hirsch és Angelababy. A régi szereplők közül Will Smith és Margaret Colin aki David exfeleségét és Whitemore tanácsadóját játszotta nem tér vissza.
Az Amerikai Egyesült Államokban 2016. június 24-én, míg Magyarországon egy nappal korábban, 2016. június 23-án mutatták be magyar szinkronnal, az InterCom forgalmazásában.

## Szereplők
| Színész              | Szerep                     | Magyar hang          |
| -------------------- | -------------------------- | -------------------- |
| Bill Pullman         | Whitmore elnök             | Rátóti Zoltán        |
| Jeff Goldblum        | David Levinson             | Szabó Sipos Barnabás |
| Liam Hemsworth       | Jake Morrison              | Fehér Tibor          |
| Jessie Usher         | Dylan Hiller               | Nagy Dániel Viktor   |
| Maika Monroe         | Patricia Whitmore          | Andrusko Marcella    |
| Joey King            | Sam                        | Pekár Adrienn        |
| William Fichtner     | Adams tábornok, majd elnök | Laklóth Aladár       |
| Charlotte Gainsbourg | Dr. Catherine Marceaux     | Németh Kriszta       |
| Vivica A. Fox        | Jasmine                    | Kocsis Mariann       |
| Sela Ward            | Lanford elnök              | Radó Denise          |
| Brent Spiner         | Dr. Brakish Okun           | Tahi Tóth László     |
| Judd Hirsch          | Julius Levinson            | Székhelyi József     |
| Angelababy           | Rain                       | Czető Zsanett        |